# Batalla del Masdéu
La batalla del Masdéu es va esdevenir el 19 de maig del 1793, i va donar la victòria al general espanyol Antonio Ricardos contra l'exèrcit francès de Luc Siméon Auguste Dagobert, que intentava aturar l'avanç cap a la ciutat de Perpinyà.

## Antecedents
El govern espanyol va declarar la guerra contra la República Francesa el 17 d'abril del 1793 en resposta a l'execució de Lluís XVI de França. L'exèrcit espanyol, sota el comandament del general Antonio Ricardos, van envair el Rosselló per Sant Llorenç de Cerdans, amb uns 25.000 homes i un centenar de peces d'artilleria. Va ocupar la ciutat poc defensada d'Arles, i va avançar cap a Perpinyà per la vall del riu Tec després de la victòria a la batalla de Ceret.

## L'ordre de batalla
El general Dagobert va establir la seva línia de defensa en la banda sud de la Península del Reart, utilitzant els barrancs del riu Reart com a fossat natural, va desplegar les tropes entre el Masdéu i el Mas del Comte, i l'artilleria es va col·locar en l'antic castell del Reart, des d'on es controlava l'avanç de les tropes per la carretera de Perpinyà, i en l'extrem del pla, dominant tots els accessos.
El general Ricardos va disposar les seves tropes en dues línies, l'avantguarda amb quatre regiments d'infanteria i un de cavalleria, dos batallons d'infanteria i vuit peces d'artilleria, un flanc dret format per un regiment i una brigada d'infanteria, un regiment de cavalleria i sis peces d'artilleria, i el flanc esquerre, format per un regiment i un batalló d'infanteria, quatre regiments de cavalleria, i sis peces d'artilleria. La segona fila era formada per una columna de trenta companyies i un regiment d'infanteria amb sis peces d'artilleria, que havia d'avançar per darrere del centre i unir-s'hi, o bé reforçar un flanc, si calgués.

## La Batalla
L'atac del general Ricardos inicialment pretenia envoltar l'ala dreta francesa disposada al Mas del Comte, i a les cinc de la matinada es va iniciar un duel d'artilleria amb avantatge francès, que comportà que a les 8 del matí es decidís que les tropes de la Monarquia hispànica atacarien aquella posició des de tres direccions, mentre la cavalleria liderada pel general Ricardos mateix atacaria l'ala dreta; però els barrancs no permetien la maniobra de la cavalleria, que es va haver de retirar sota el foc de l'artilleria després d'intentar-ho dues vegades.
El general Dagobert, creient que l'atac principal seria contra l'ala dreta, va retirar tropes de l'ala esquerra per reforçar la dreta, deixant molt afeblida la defensa de l'artilleria, que va ser abandonada, restant coberta la retirada gràcies a l'artilleria del castell. L'ala dreta va aguantar fins que se'ls acabà la munició, i veient l'avanç de la infanteria espanyola, el general Dagobert va ordenar la retirada.

## Conseqüències
Aquesta batalla significa la consolidació de la presa de posicions de l'exèrcit espanyol en la seva progressió per la presa de Perpinyà, en tallar les comunicacions de les viles del sud amb la ciutat, i ocupar Argelers, Elna i el fort de Bellaguarda.